# 三宅康夫
三宅 康夫（みやけ やすお、1955年〈昭和30年〉1月30日 - ）は、アルフィー結成当時のメンバー。

## 概要
桜井賢らが中心になって結成したフォーク・グループ「コンフィデンス」にギタリストとして参加。コンフィデンスはアルフィーに改名し1974年にデビューしたが、1975年に脱退。脱退理由については明らかにされていないが、アルフィーの証言・エッセイ等をベースに描かれた漫画『ドリーム・ジェネレーション』（吉岡つとむ・著）の中で「南ゆうじ」という人物として登場。作中では「父親が病気で倒れ、長男であるために家業を継ぐ」ために脱退したことになっている。別れのシーンはアルフィーのアルバム『讃集詩』に収録されている「坂道」（坂崎幸之助・作詞）の歌詞を彷彿とさせる。
1stシングルアルバム『青春の記憶』の 「一年目の春」では、作詞を担当している。演奏楽器は、ギターの他にベースも担当していたことが、「夏しぐれ」後面の歌詞カードに記載されている。
現在のアルフィー（THE ALFEE）のメンバーが彼について語ることはほとんどないため、彼のことを知らないファンも少なくない。｢メンバーチェンジを行っていない｣とされているが、デビュー当時は4人であった。
1994年に行われた夏のイベント「KING'S NIGHT DREAM」で彼らのデビュー曲である「夏しぐれ」を演奏した際、坂崎はMCで「今のメンバーでお送りします」と、三宅やバックバンドの存在を感じさせるような発言をしている。
現在の彼についての詳細は不明だが、家業を営んでいる模様。THE ALFEEの歴史を取り上げた番組でも彼について触れられることは無く、三宅本人が映っているアルバム『青春の記憶』、シングル「夏しぐれ」等のジャケットがテレビ画面に映される際、たびたび三宅の姿が出ることもある。
2014年12月17日にTHE ALFEEデビュー40周年を記念して1stアルバムが『青春の記憶 [+2]』として再発売されたが、ジャケットやブックレットにはカメラマン・おおくぼひさこが撮影していた三宅以外の3人の写真が使用され新たにデザインされた。